# بایرون گلاسکو
بایرون گلاسکو (انگلیسی: Byron Glasgow؛ زادهٔ ۱۸ فوریهٔ ۱۹۷۹) بازیکن فوتبال اهل بریتانیا است.
از باشگاه‌هایی که در آن بازی کرده‌است می‌توان به باشگاه فوتبال کراولی تاون، باشگاه فوتبال ردینگ، باشگاه فوتبال والتون اند هرشام، باشگاه فوتبال ایست گرینستد تاون، باشگاه فوتبال کارشالتون اتلتیک، و باشگاه فوتبال سنت آلبنز سیتی اشاره کرد.